# Liste der Kulturdenkmale in Waltershausen-Langenhain

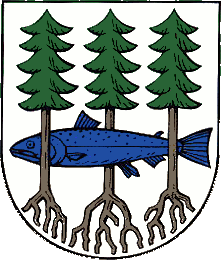

Die Liste der Kulturdenkmale in Langenhain enthält die Kulturdenkmale, die am 29. Juni 2023 in der Denkmalliste der unteren Denkmalschutzbehörde des Landkreises Gotha zu Langenhain, Ortsteil von Waltershausen, verzeichnet waren.

## Legende
- Bild: zeigt ein Bild des Kulturdenkmals und gegebenenfalls einen Link zu weiteren Fotos des Kulturdenkmals im Medienarchiv Wikimedia Commons
- Bezeichnung: Name, Bezeichnung oder die Art des Kulturdenkmals
- Lage: Wenn vorhanden Straßenname und Hausnummer des Kulturdenkmals; Grundsortierung der Liste erfolgt nach dieser Adresse. Der Link Karte führt zu verschiedenen Kartendarstellungen und nennt die Koordinaten des Kulturdenkmals.
 Kartenansicht, um Koordinaten zu setzen – in dieser Kartenansicht sind Kulturdenkmale ohne Koordinaten mit einem roten bzw. orangen Marker dargestellt und können in der Karte gesetzt werden. Kulturdenkmale ohne Bild sind mit einem blauen bzw. roten Marker gekennzeichnet, Kulturdenkmale mit Bild mit einem grünen bzw. orangen Marker.
- Datierung: gibt das Jahr der Fertigstellung beziehungsweise das Datum der Erstnennung oder den Zeitraum der Errichtung an
- Beschreibung: bauliche und geschichtliche Einzelheiten des Kulturdenkmals, vorzugsweise die Denkmaleigenschaften
- ID: Die ID identifiziert das Kulturdenkmal eindeutig. In Thüringen sind aktuell keine IDs veröffentlicht. In der ID-Spalte kann sich auch folgendes Icon  befinden, dies führt zu Angaben zu diesem Kulturdenkmal bei Wikidata.

## Einzeldenkmale
| Bild                                    | Bezeichnung                                                                                               | Lage                  | Datierung | Beschreibung                                                                                              | ID |
| --------------------------------------- | --- | --------------------- | --------- | --- | -- |
| Direkt Bild zu diesem Denkmal hochladen | Wohnhaus und Stallhaus                                                                                    | Lauchaer Straße 42    |           | Wohnhaus und Stallhaus                                                                                    |    |
| Direkt Bild zu diesem Denkmal hochladen | Wohnhaus                                                                                                  | Lauchaer Straße 45    |           | Wohnhaus                                                                                                  |    |
| Direkt Bild zu diesem Denkmal hochladen | Wohnhaus und Torhaus                                                                                      | Lauchaer Straße 51    |           | Wohnhaus und Torhaus                                                                                      |    |
| Direkt Bild zu diesem Denkmal hochladen | Hofanlage mit Wohnhaus, Wirtschaftsgebäude und Stall-Scheunengebäude                                      | Lauchaer Straße 53    |           | Hofanlage mit Wohnhaus, Wirtschaftsgebäude und Stall-Scheunengebäude                                      |    |
| Direkt Bild zu diesem Denkmal hochladen | Hofanlage, Wohnhaus, steinerne Pforte, Querscheune, Stallscheinengebäudes, straßenseitiges Wohn-Stallhaus | Lauchaer Straße 54    |           | Hofanlage, Wohnhaus, steinerne Pforte, Querscheune, Stallscheinengebäudes, straßenseitiges Wohn-Stallhaus |    |
| Direkt Bild zu diesem Denkmal hochladen | Wohnhaus                                                                                                  | Lauchaer Straße 58    |           | Wohnhaus                                                                                                  |    |
| Direkt Bild zu diesem Denkmal hochladen | Hofpforte                                                                                                 | Lauchaer Straße 62    |           | Hofpforte                                                                                                 |    |
| weitere Bilder Fotos hochladen          | Kirche St. Maria Magdalena                                                                                | Lindenplatz 1 (Karte) |           | Kirche St. Maria Magdalena mit künstlerischer Ausstattung, Kirchhof, Einfriedung                          |    |
| Fotos hochladen                         | Schulgebäude                                                                                              | Lindenplatz 2         |           | Schulgebäude                                                                                              |    |
| Direkt Bild zu diesem Denkmal hochladen | Hofpforte                                                                                                 | Lindenplatz 6         |           | Hofpforte                                                                                                 |    |
| Direkt Bild zu diesem Denkmal hochladen | Pfarrhaus                                                                                                 | Lindenplatz 13        |           | Pfarrhaus                                                                                                 |    |
| Direkt Bild zu diesem Denkmal hochladen | Steinkreuz                                                                                                | südlich des Ortes     |           | Steinkreuz                                                                                                |    |

## Sachgesamtheiten
| Bild                                    | Bezeichnung                                                   | Lage             | Datierung | Beschreibung | ID |
| --------------------------------------- | ------------------------------------------------------------- | ---------------- | --------- | --- | -- |
| Direkt Bild zu diesem Denkmal hochladen | Ensemble Lindenplatz (kennzeichnendes Straßen- und Platzbild) | Lindenplatz 2–13 |           | Ensemble Lindenplatz (kennzeichnendes Straßen- und Platzbild) Nr. 3 mit Wirtschaftsgebäuden, Nr. 4, 5 mit Nebengebäude, Nr. 7 Hofanlage, Nr. 8 mit Nebengebäuden (Ehem. Mühle) |    |